# Castel flamand
Le castel flamand est situé à Vichy (France).

## Localisation
La maison est située sur la commune de Vichy, au 2, 2bis rue de Belgique, dans le département de l'Allier, en région Auvergne-Rhône-Alpes.

## Description
Édifice construit à la fin du XIXe siècle par l'architecte Édouard Mizard, le castel flamand présente une architecture importée du nord. De forme trapézoïdale, présentant deux maisons jumelées, dont le répertoire décoratif s'inspire d'un style flamand empruntant à la Renaissance et au XVIIe siècle. Les façades s'ornent d'un ensemble sculpté (corniches, tables, frises, chapiteaux, modillons, culots, agrafes, volutes, coquilles, écoinçons d'arcs...). Les dispositions et les décors intérieurs ont été conservés. Plafonds à gypserie ; pavements de céramique polychrome ; cheminées de marbre. Un incendie détruisit les toitures qui perdirent leurs dômes au bénéfice de loggias qui couronnent les deux angles abattus des façades.

## Historique
L'édifice est inscrit partiellement au titre des monuments historiques par arrêté du 4 mars 1991.

## Protection
Éléments protégés : les façades et toitures sur rues ; vestibules et cages d'escaliers ; pièces suivantes au rez-de-chaussée du n° 2 : salon et salle à manger avec leurs cheminées et décor de stucs.

## Galerie

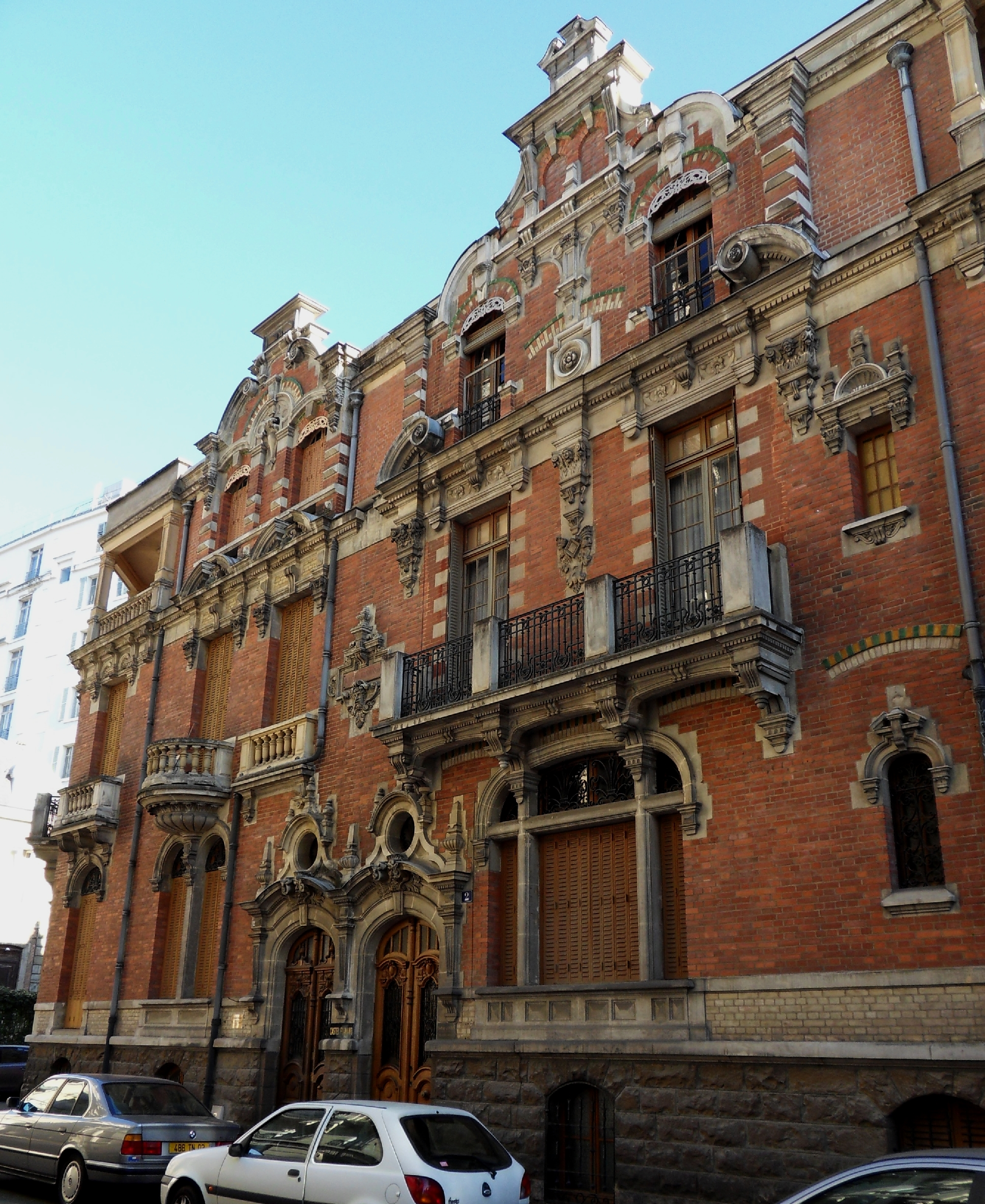
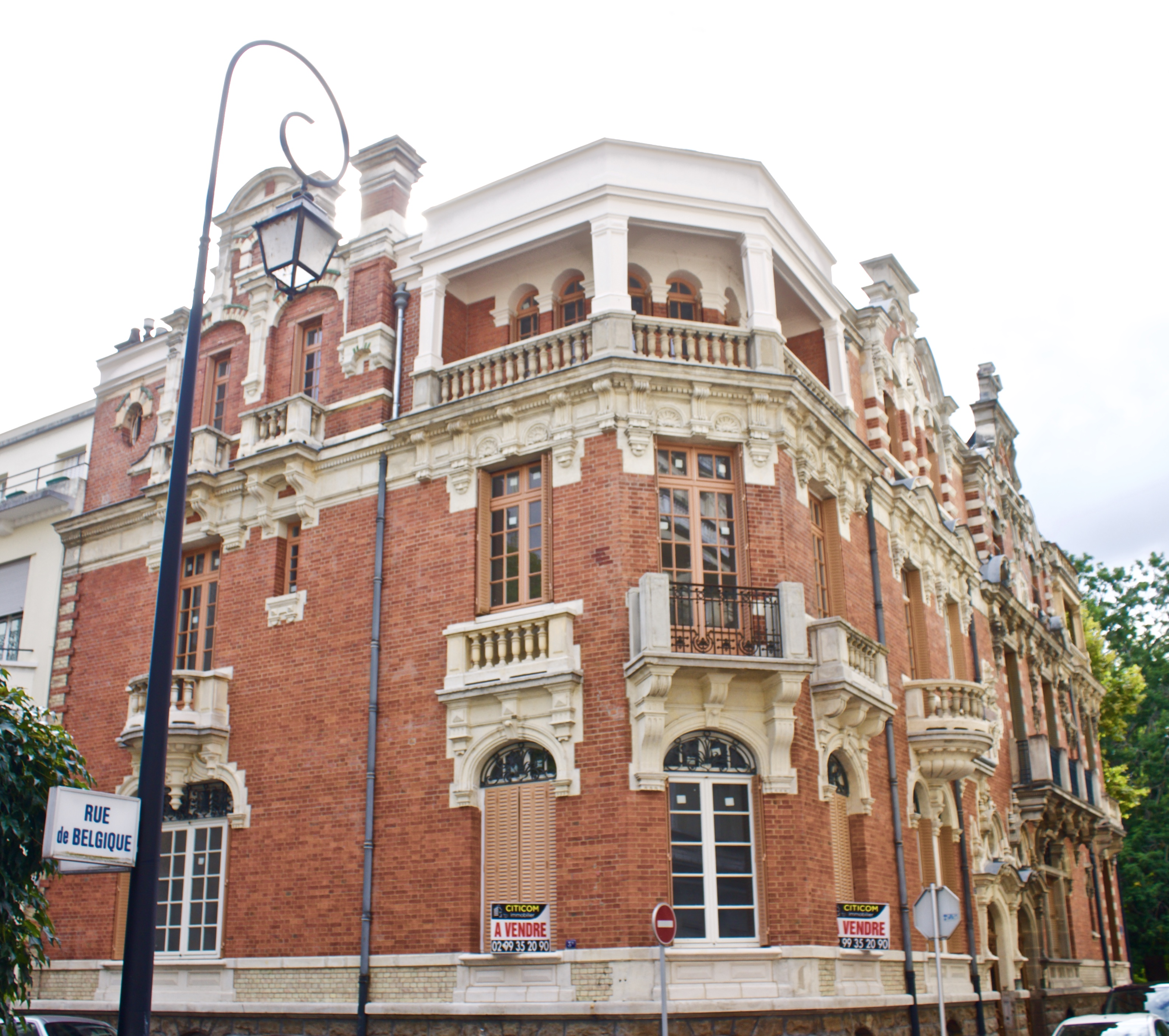
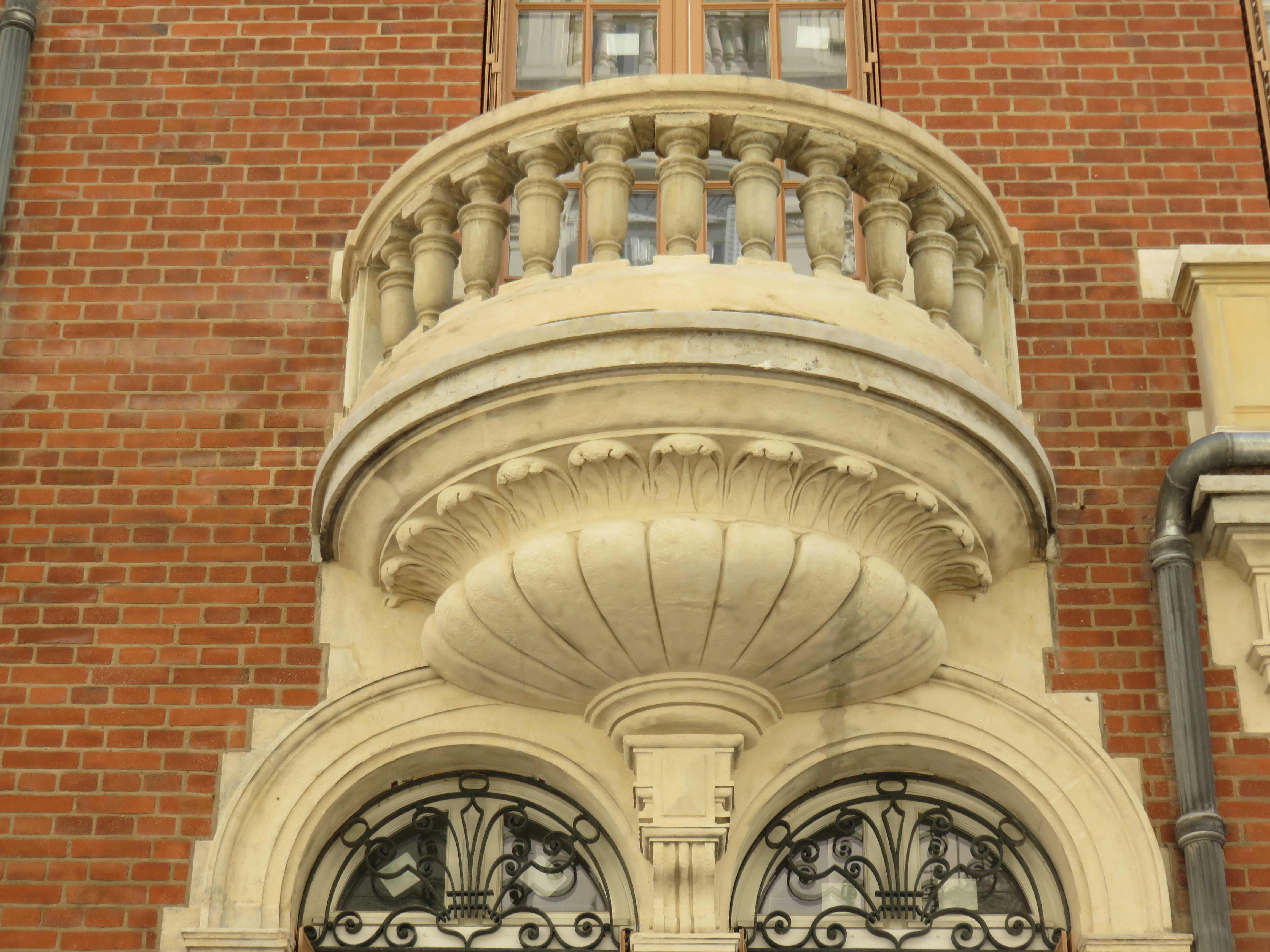
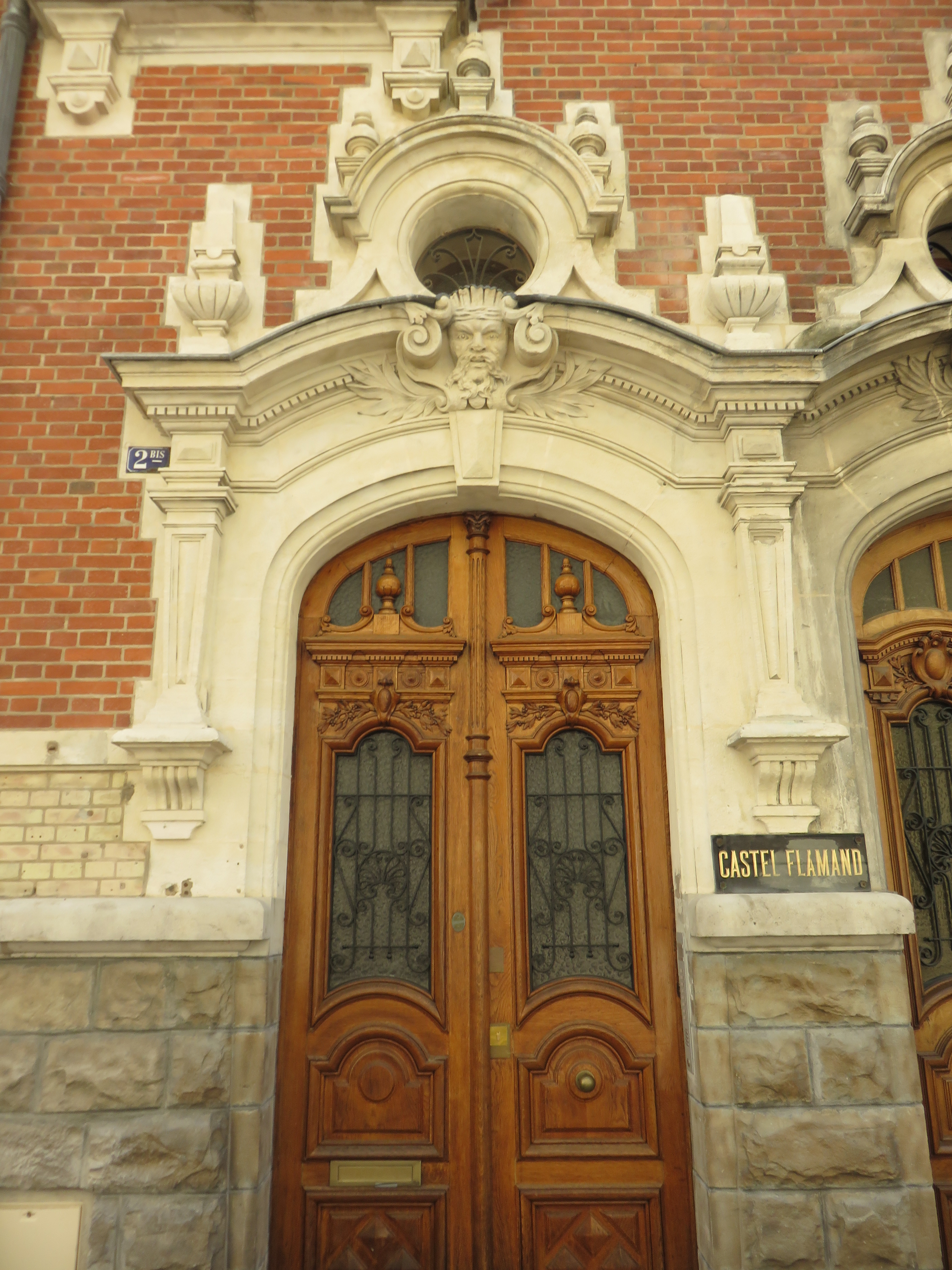
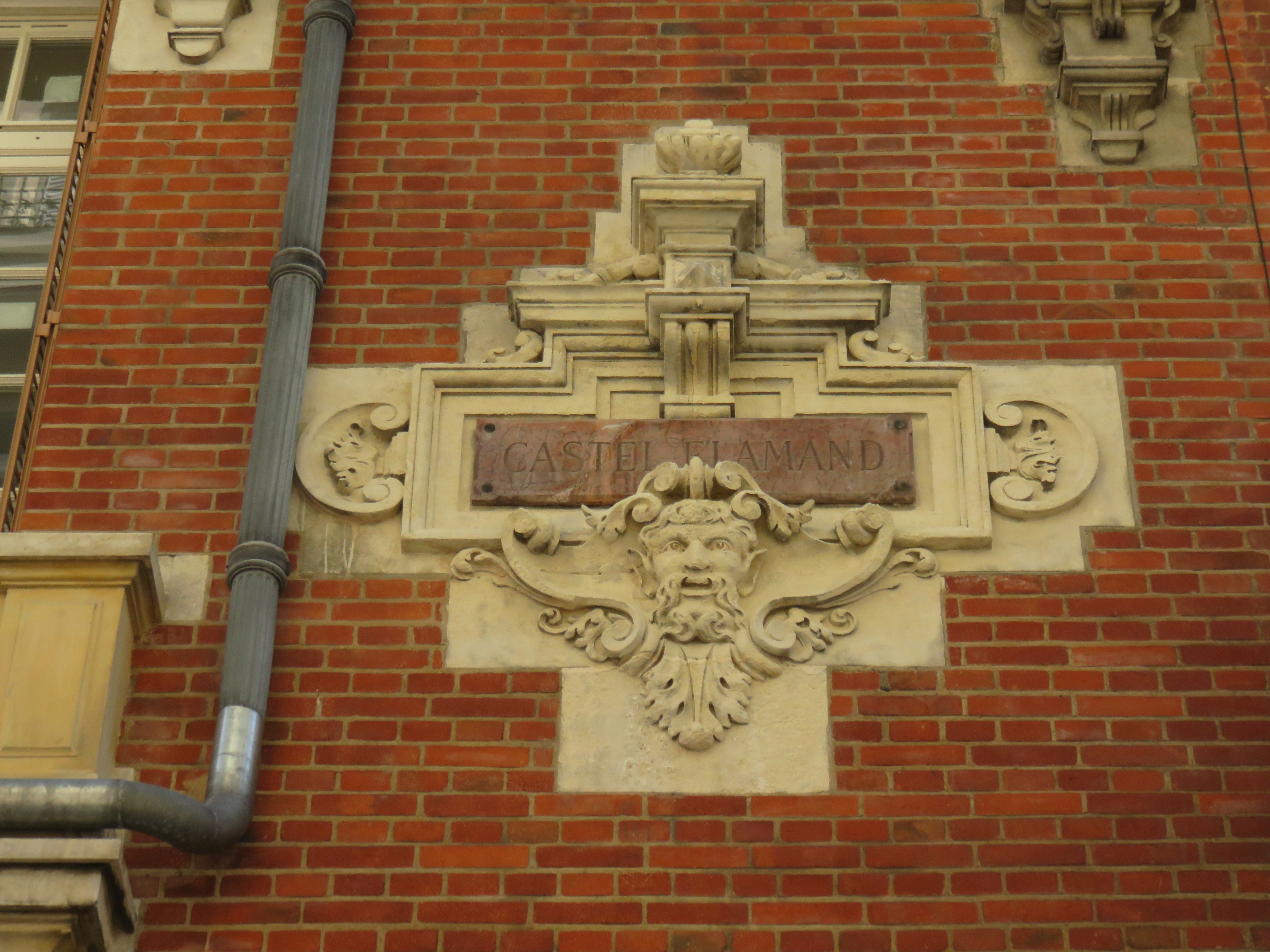